# Fougasse

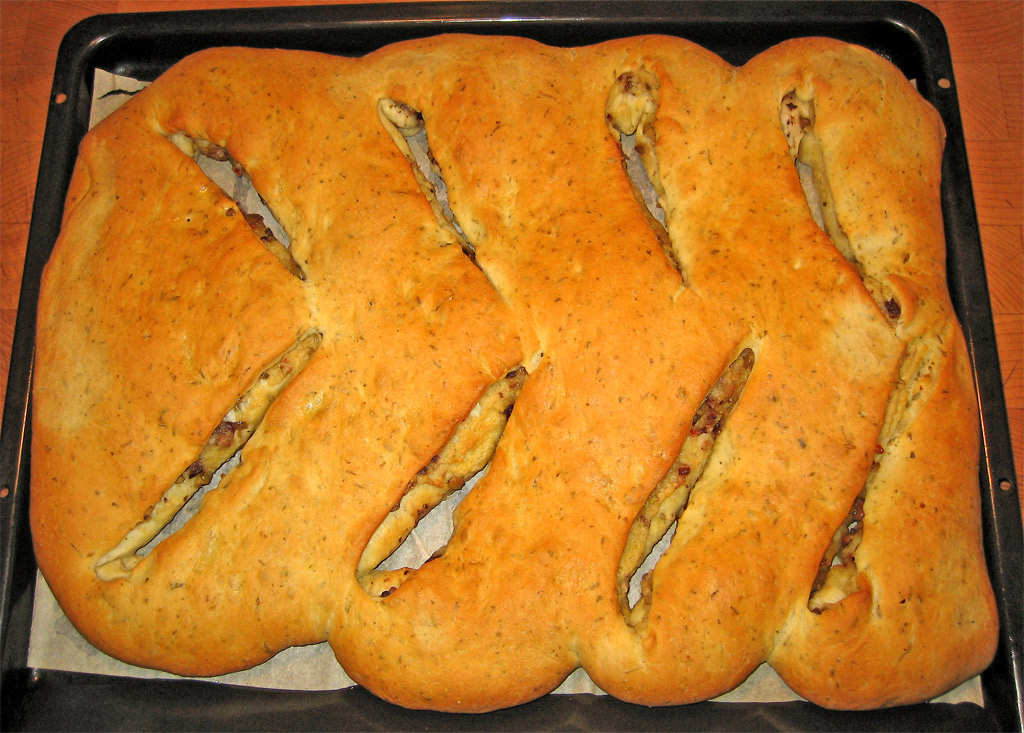
Fougasse en forma de espiga.

En la gastronomía francesa, la fougasse es un tipo de pan típicamente asociado con la Provenza, pero presente con variantes en otras regiones francesas. Tiene a menudo ingredientes incorporados en la masa, o añadidos al final de la cocción.

## Historia y etimología
En la antigua Roma, el panis focacius era un pan plano cocido en las cenizas del hogar (focus en latín). Éste terminó convirtiéndose en una amplia variedad de panes de la misma familia, incluyendo la focaccia en Italia, la hogaza en España, la fugàssa en Liguria, la pogača en los Balcanes y la fougasse en Provenza y otras regiones de Francia. Las fougasses francesas son proclives a tener ingredientes añadidos, como aceitunas, queso, anchoas, trocitos de panceta, tomate, romero, tomillo, etcétera.
La fougasse se usaba tradicionalmente para calcular la temperatura del horno de leña: el tiempo que tardaba en cocerse daba una idea de la misma, y de si el resto del pan podía introducirse. Los obreros panaderos la consumían en su almuerzo.

## Características y consumo

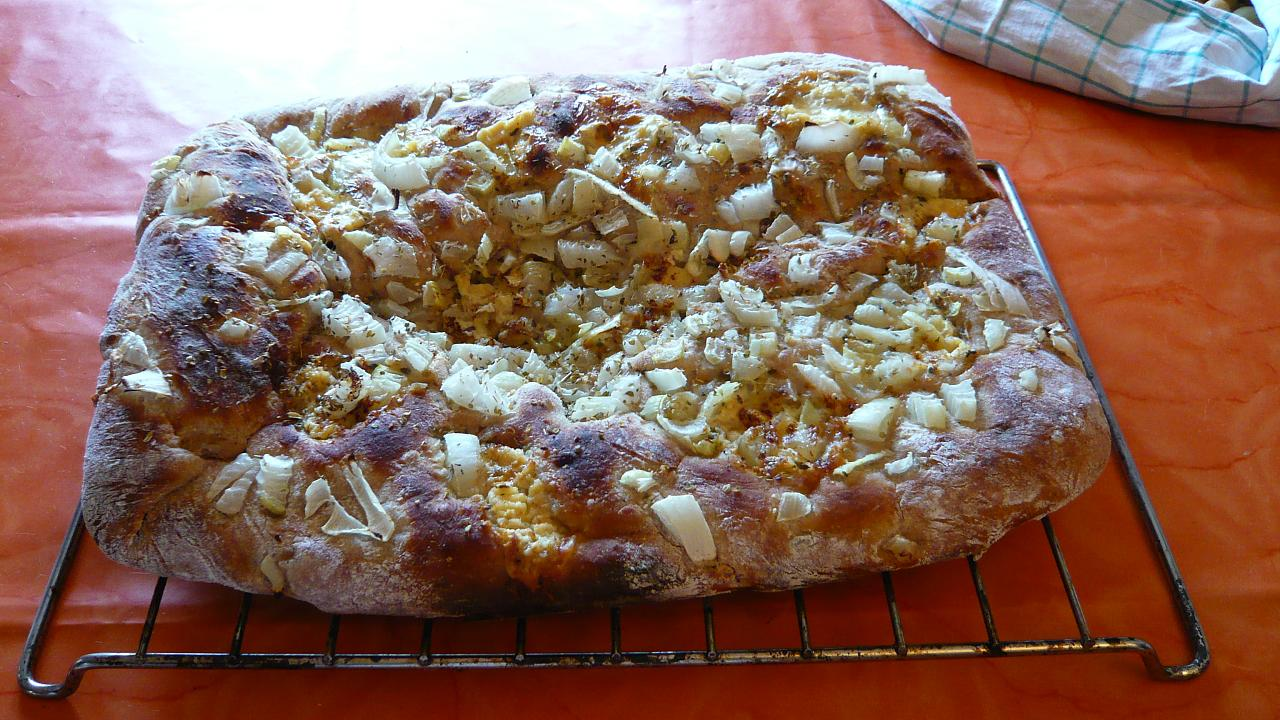
Fougasse de cebolla, aceitunas y cilantro.

Las variantes son muchas, según la imaginación del panadero y la tradición de la región. Suelen tener una forma rectangular, redonda o alargada, con grandes cortes abiertos, pero pueden tener forma de corona o de estrella, y algunas versiones se esculpen o cortan con un patrón parecido a una espiga de trigo.
Las fougasses suelen ser saladas y se reparten sobre todo en el territorio que corresponde a Occitania, aunque también aparecen más al norte como la fouaisse o foisse de Borgoña y la fouée o fouace del valle del Loira. Existe también una tradición de fougasses dulces, como la fouace de la región de Rouergue, la fouace de Nantes, la fougasse de Aigues-Mortes y la de Arlés, y la fougassette de Grasse, perfumada con flor de azahar.